# Морган (тауншип, Миннесота)
Морган (англ. Morgan) — тауншип в округе Редвуд, Миннесота, США. На 2000 год его население составило 305 человек.

## География
По данным Бюро переписи населения США площадь тауншипа составляет 91,9 км², из которых 91,9 км² занимает суша, водоёмов нет.

## Демография
По данным переписи населения 2000 года здесь находились 305 человек, 108 домохозяйств и 87 семей.  Плотность населения —  3,3 чел./км².  На территории тауншипа расположено 111 построек со средней плотностью 1,2 построек на один квадратный километр. Расовый состав населения: 97,38 % белых, 0,98 % коренных американцев, 1,64 % — других рас США. Испанцы или латиноамериканцы любой расы составляли 1,64 % от популяции тауншипа.
Из 108 домохозяйств в 39,8 % воспитывались дети до 18 лет, в 75,0 % проживали супружеские пары, в 1,9 % проживали незамужние женщины и в 19,4 % домохозяйств проживали несемейные люди. 17,6 % домохозяйств состояли из одного человека, при том 6,5 % из — одиноких пожилых людей старше 65 лет. Средний размер домохозяйства — 2,82, а семьи — 3,18 человека.
30,8 % населения — младше 18 лет, 7,5 % — в возрасте от 18 до 24 лет, 29,2 % — от 25 до 44, 20,7 % — от 45 до 64, и 11,8 % — старше 65 лет. Средний возраст — 35 лет. На каждые 100 женщин приходилось 108,9 мужчин.  На каждые 100 женщин старше 18 приходилось 113,1 мужчин.
Средний годовой доход домохозяйства составлял 32 344 доллара, а средний годовой доход семьи —  45 750 долларов. Средний доход мужчин —  28 750  долларов, в то время как у женщин — 22 500. Доход на душу населения составил 15 950 долларов. За чертой бедности не находилась ни одна семья и 0,7 % всего населения тауншипа.